# Chionaema infantula
Chionaema infantula là một loài bướm đêm thuộc phân họ Arctiinae, họ Erebidae.